# Simplicispira lacusdiani
Simplicispira lacusdiani es una bacteria gramnegativa del género Simplicispira. Fue descrita en el año 2019. Su etimología hace referencia al Lago Dian, en China. Es aerobia y móvil por flagelo polar. Tiene un tamaño de 0,9-1,1 μm de ancho por 1,3-2,1 μm de largo. Forma colonias circulares, opacas y de color marfil en agar R2A. Temperatura de crecimiento entre 10-37 °C, óptima de 28-32 °C. Catalasa y oxidasa positivas. Se ha aislado de agua en el Lago Dian, en China. 